# Bommanahalli
Bommanahalli (Kannada: ಬೊಮ್ಮನಹಳ್ಳಿ Bommanahaḷḷi) ist ein Stadtteil von Bengaluru im südindischen Bundesstaat Karnataka. 
Bommanahalli liegt rund 12 Kilometer südlich des Stadtzentrums von Bengaluru. Im Zuge der Stadterweiterung Bengalurus im Jahr 2007 wurde Bommanahalli nach Bengaluru eingemeindet. Heute bildet Bommanahalli im engeren Sinn eines von 198 Stadtvierteln (wards) von Bengaluru. Es hat eine Fläche von 1,8 Quadratkilometern und 43.585 Einwohner. Zur Zone Bommanahalli, einer von acht Zonen, in die Bengaluru eingeteilt ist, gehören insgesamt 16 Stadtviertel im Süden Bengalurus. Die Zone Bommanahalli hat eine Fläche von 97,7 Quadratkilometern und 908.906 Einwohner (Stand jeweils 2011).